# Kim Jong-hae
Kim Jong-hae (* 23. Juli 1941 in Pusan) ist ein südkoreanischer Lyriker und Verleger.

## Leben
Kim Jong-hae wurde am 23. Juli 1941 in Pusan geboren. Er war eines der Gründungsmitglieder der Zeitschrift Sinnyŏndae (신년대), Mitarbeiter der Zeitschrift Moderne Lyrik (현대시) und beteiligte sich ebenfalls an der Herausgabe von Zeitschriften wie Patriotismus (나라사랑) und Bildnis (심상). Er arbeitete als Generalsekretär der Dichtervereinigung Koreas (한국시인협회), als Vorsitzender der koreanischen Verlags- und Kulturvereinigung (대한출판문화협회) und ist zurzeit als Direktor des Verlags Munhak Segye-sa (문학세계사) tätig.
Seine Schriftstellerkarriere kann in drei Perioden eingeteilt werden. Die erste Periode reicht von seinem offiziellen Debüt und der Publikation seiner ersten Gedichtsammlung bis hin in die frühen siebziger Jahre, als er seine zweite Gedichtsammlung veröffentlichte. Während dieser Zeit stellte seine Poesie die Leere und Verzweiflung der zeitgenössischen Realität und den Willen des Dichters, diese zu überwinden, sowie die Überzeugung, dass ihm dies gelingen werde, dar.
Die zweite Periode seiner Karriere beginnt mit dem Gedicht Der Geist Seouls (서울의 정신(精神)), beinhaltet Sklaven, steht auf! (賤如, 일어서다) und endet in den späten Siebzigern mit der Veröffentlichung seiner dritten Gedichtsammlung. Obwohl seine Gedichte aus dieser Zeit die tiefgründige Tragik inmitten der Realität darstellen, so hüllen sie diese doch in Vertrauen und Liebe. Mehrere Werke dieser Periode haben die Mutter als Subjekt, welche als gottgleiche Person dargestellt wird, die die Welt von der grausamen Wirklichkeit befreien kann und zu tieferer Meditation über die wirkliche Bedeutung von Liebe und Vertrauen anregt.
Die dritte Periode seiner Karriere fand in den späten Achtzigern statt, als er in seiner Lyrik kontinuierlich die Probleme des Lebens und der Realität untersuchte.

## Arbeiten

### Koreanisch
- 인간의 악기(樂器) Instrumente der Menschheit (1966)
- 신(神)의 열쇠 Schlüssel der Götter (1971)
- 왜 아니 오시나요 Warum kommen Sie nicht?
- 賤如, 일어서다  Sklaven, steht auf! (1982)
- 항해일지 Seefahrtstagebuch (1987)
- 바람부는 날은 지하철을 타고 An windigen Tagen mit der U-Bahn fahren (1990)
- 무인도를 위하여 Für eine unbewohnte Insel! (1991)

## Auszeichnungen
- 1982: 현대문학상 (Preis für zeitgenössische Literatur)
- 1985: 한국문학작가상 (Autorenpreis für koreanische Literatur)
- 1995: 한국시인협회상 (Preis der koreanischen Dichtervereinigung)
- 2002: 공초문학상 (Kongch’o Literaturpreis)